# Rosa (Violet UKの曲)
「Rosa」（ローザ）はViolet UKの楽曲。ボーカルはKatie Fitzgeraldが担当している。3枚目のシングルとして2009年4月29日に「Rosa ~Movie mix~」がiTunes Storeでリリースされた。
映画『GOEMON』のテーマソングであり、監督の紀里谷和明がYOSHIKIに制作を依頼した。
映画の公開にあわせて「ROSA」のスペシャルCD5万枚が全国の劇場で先着でプレゼントされた。「ROSA」の曲の他に、YOSHIKIと紀里谷和明によるコメントが収録されている。

## タイアップ
- 松竹/ワーナー・ブラザース映画配給映画『GOEMON』テーマソング